# Sophia Shaningwa

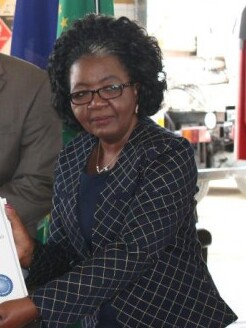
Sophia Shaningwa, 2016

Sophia Shaningwa (* 13. Mai 1959 in Outapi, Südwestafrika) ist eine namibische Politikerin der SWAPO. Ende 2017 wurde sie zur Generalsekretärin der regierenden SWAPO gewählt.
Von 2015 bis 8. Februar 2018 war Shaningwa  im Kabinett Geingob I als Ministerin im Ministerium für städtische und ländliche Entwicklung tätig. Zwischen 2004 und 2010 war sie Regionalgouverneurin der Region Khomas, davor seit 2004 der Region Omusati.
Shaningwa ist seit dem 16. August 2014 (Heldentag) Trägerin des Most Distinguished Order of Namibia